# 用户线
用户线是指由交换机提供给最终用户的设备端口。一般有以下类型：
1. 模拟用户线：指采用64kbps速率的Z接口；
2. 数字用户线：指2B+D接口，B=64kbps，D=16kbps，即ISDN用户线；
3. DDN用户线：64kbps的专线连接；
4. 音频用户线等等。

随着通信技术的发展以及用户的需求，用户线的种类也是越来越多。